# 盧卡斯·科斯薩里科
盧卡斯·科斯薩里科（波蘭語：Łukasz Koszarek，1984年1月12日—），波蘭籃球運動員，現在效力於波蘭聯賽球隊Basket Zielona Góra。他也代表波蘭國家男子籃球隊參賽。